# Hook, London
Hook är en ort i Storbritannien.   Den ligger i grevskapet Greater London och riksdelen England, i den södra delen av landet, 20 km sydväst om huvudstaden London. Hook ligger 34 meter över havet och antalet invånare är 18 973.
Terrängen runt Hook är platt. Runt Hook är det mycket tätbefolkat, med 3 022 invånare per kvadratkilometer. Närmaste större samhälle är Sutton, 7,6 km öster om Hook. Runt Hook är det i huvudsak tätbebyggt.